# NGC 6345
NGC 6345 (другие обозначения — MCG 10-24-115, ZWG 299.65, PGC 59945) — линзообразная галактика (S0) в созвездии Дракон.
Этот объект входит в число перечисленных в оригинальной редакции «Нового общего каталога».